# Bluesnarfing
Bluesnarfing je technika neoprávněného získáváním dat prostřednictvím technologie Bluetooth. Nejčastěji je útok směrován na přenosná zařízení, např. notebooky, palmtopy, smartphony nebo mobilní telefony.
Princip útoku spočívá ve využití služby OBEX Push, která je nejčastěji využívána k příjmu a odesílání vizitek vCard. Pokud zařízení umožňuje vyžádání souboru přes službu OBEX Get, může útočník získat přístup k souborům a tyto si stáhnout do svého zařízení. Některá zařízení podporují také přístup pro zápis souboru.
Provádění bluesnarfingu je zásahem do soukromí a je v mnoha zemích nelegální. Občas je bluesnarfing mylně zaměňován s bluejackingem (zasílání zpráv pomocí technologie Bluetooth), což na bluejacking vrhá špatný stín.
Možnost provedení Bluesnarfingu objevil v listopadu 2003 Adam Laurie z britské bezpečnostní firmy AL Digital.